# Gary M. Heidnik
Compléments
A fait 6 victimes, en a tué 2.
Gary Michael Heidnik (né le 22 novembre 1943 à Eastlake, dans l'Ohio et mort le 6 juillet 1999 dans le Comté de Centre en Pennsylvanie) était un assassin américain ayant enlevé, torturé et violé six femmes en les gardant prisonnières dans son sous-sol à Philadelphie (Pennsylvanie), aux États-Unis.

## Vie privée

### Enfance
Heidnik est le fils de Michael et Ellen Heidnik, et a grandi à Eastlake, une cité de Cleveland, dans l'Ohio. Son frère Terry était le cadet des deux frères. Lorsque Heidnik avait deux ans, son père divorce de sa mère à la suite d'une altercation à cause de l'alcool. Les enfants des Heidnik ont grandi avec leur mère durant quatre années avant d'être placés sous la garde de Michael Heidnik et de sa nouvelle femme. Heidnik prétendra plus tard qu'il était émotionnellement abusé par son père. Heidnik souffre durant la majeure partie de sa vie d'énurésie nocturne, et son père l'aurait humilié en exposant ses draps sur la fenêtre de sa chambre devant le voisinage.
À l'école, Heidnik était fréquemment agressé et bizuté par les autres élèves à cause de la forme de sa tête, dont lui et son frère Terry prétendent que c'était dû à une mauvaise chute depuis un arbre. Heidnik réussit sa scolarité et son QI est évalué à 130,. Avec les encouragements de son père, Gary s'engage dans la Staunton Military Academy (en) à l'âge de 14 ans pour deux années. Après une autre période dans un lycée public, il rejoint l'Armée de terre des États-Unis à l'âge de 17 ans.
Heidnik a servi dans l'armée durant 13 mois. Pendant ses entraînements de base, l'instructeur de Heidnik le classe comme "excellent". Il tente par la suite de rejoindre la police militaire, mais il est recalé. Il est envoyé à San Antonio, Texas, pour être entraîné en tant que soigneur et poursuit des entrainements cliniques. Cependant, Heidnik ne reste pas longtemps à San Antonio et est transféré au 46th Army Surgical Hospital à Landstuhl, Allemagne de l'Ouest.
En août 1962, Heidnik appelle l'hôpital à cause de sévères maux de tête, d'étourdissements, de vision floue et de nausées. Un neurologue clinicien détecte une gastroentérite chez Heidnik et dénote en même temps quelques symptômes de troubles mentaux, pour lesquels Heidnik devait prendre du trifluoperazine (stélazine). En octobre 1962, Heidnik est transféré dans un hôpital militaire en Philadelphie, endroit dans lequel il sera jugé atteint de trouble de la personnalité schizoïde et est honorablement démis de ses fonctions de militaire.

### Âge adulte
Peu après son licenciement, Heidnik devient infirmier et est enrôlé à l'Université de Pennsylvanie durant seulement un semestre. Il travaille en tant que psychologue clinicien à l'hôpital des anciens vétérans à Coatesville, mais il est renvoyé pour faibles travaux et comportement agressif envers les patients. Du mois d'août 1962 jusqu'à son arrestation en mars 1987, Heidnik passe une partie de sa vie dans les hôpitaux psychiatriques et tente de se suicider à 13 reprises. En 1970, sa mère, Ellen, se suicide après avoir bu du chlorure de mercure. Son frère Terry tente également de se suicider à de multiples reprises.
En octobre 1971, Heidnik entre dans une église nommée United Church of the Ministers of God, avec initialement cinq croyants. En 1975, Heidnik ouvre un compte pour l'église auprès de la banque Merrill Lynch. Le tout premier dépôt était de 1 500 dollars. Heidnik investit intelligemment durant 12 ans dans Playboy et amasse finalement 500 000 dollars. Dès 1986, la United Church of the Ministers of God est fortunée.
Heidnik use d'un service matrimonial pour rencontrer sa future femme, avec qui il correspondait par courrier durant deux ans avant de la rencontrer. Betty Disto arrive des Philippines en septembre 1985 et se marie avec Heidnik dans le Maryland le 3 octobre 1985. Le couple se détériore rapidement lorsqu'elle retrouve Heidnik dans le lit avec trois autres femmes. Pendant leur brève lune de miel, Heidnik force sa femme à le regarder pendant qu'il copulait avec d'autres femmes. Avec l'aide de la communauté philippine de Philadelphie, Betty a pu quitter son mari abusif au mois de janvier 1986,. Le 15 septembre 1986, Betty donne naissance à un garçon, qu'elle nomme Jesse John Disto. Heidnik a un enfant avec Gail Lincow qu'il nomme Gary junior. L'enfant est placé dans un foyer d'accueil peu après sa naissance.
Heidnik a également un enfant avec Anjeanette Davidson, une jeune femme illettrée et handicapée mentale. Leur fille, Maxine Davidson, est née le 16 mars 1978. L'enfant a immédiatement été placé en foyer d'accueil. Peu après la naissance de Maxine, Heidnik est arrêté pour l'enlèvement et le viol de la sœur d'Anjeanette, Alberta, qui vivait dans une institution pour patient atteint de handicap mental à Penn Township. En 1997, la fille d'Heidnik, Maxine, et son ex-femme Betty plaident la peine de mort.

## Actes criminels

### 1976
En 1976, Heidnik est accusé d'agression aggravé et de port d'arme illégal après avoir tiré sur le nouveau locataire de sa maison.

### 1978: Premier emprisonnement
Heidnik signe une caution pour Alberta, la sœur de sa petite amie Anjeanette Davidson, concernant sa sortie d'une institution pour patients atteints de handicap mental et la garde prisonnière dans son sous-sol en 1978. Une fois retrouvée et amenée à l'hôpital, des analyses révèlent qu'elle a été violée et sodomisée, contractant ainsi une gonorrhée. Heidnik est arrêté et accusé d'enlèvement, viol, séquestration et d'agression sexuelle sur personne non-consentante.
Son cas est examiné par le jury au mois de novembre 1978 ; il est retenu coupable et écope de 3 à 7 ans d'emprisonnement. Par appel, Heidnik n'aura fait que 3 ans d'emprisonnement dans une institution pour patients atteints de troubles mentaux, au mois d'avril 1983, sous la supervision d'un programme sur la santé mentale. En 1980, Heidnik écrit une note à un garde expliquant que Satan aurait coincé un cookie dans sa gorge l'empêchant ainsi de parler. Il reste silencieux durant 2 ans et 3 mois.

### 1986: Viols
Après le divorce avec sa femme Betty en 1986, Heidnik est de nouveau arrêté, accusé de viol et d'agression sexuelle sur personne non-consentante. Les charges ne sont pas retenues contre lui car Betty n'était pas présente à la plaidoirie.

### 1986-1987: Meurtres et viols en série
Le 25 novembre 1986, Heidnik séquestre sa première victime, Josefina Rivera. Au mois de janvier 1987, cinq femmes sont retenues prisonnières dans son sous-sol dans le 3520 North Marshall Street à Philadelphie. Les prisonnières, toutes afro-américaines, étaient fréquemment et sexuellement agressées, battues et torturées. Heidnik les torturait individuellement et parfois en groupe. Il creuse une fosse de 4 mètres de profondeur qu'il utilisait en guise de punition pour ses victimes. Lorsqu'il plaçait l'une de ses prisonnières dans cette fosse, il la recouvrait. Les victimes devaient s'encourager mutuellement. Heidnik les forçait fréquemment à se battre les unes contre les autres.
L'une de ces femmes, Sandra Lindsay, meurt affamée et torturée. Heidnik démembre son cadavre mais ne parvient pas à démembrer les bras et les jambes, il les cache alors dans le frigidaire et marque dessus « nourriture pour chien ». Il fait ensuite cuire ses côtes dans un four et sa tête à la poêle. La police frappe à sa porte à la suite des plaintes du voisinage pour odeur pestilentielle, mais quitte les lieux une fois que Heidnik leur explique qu'il cuisait apparemment de la viande avariée.
Heidnik utilisait des chocs électriques en guise de torture. Il électrocute deux de ses prisonnières, enchaînées au fond de la fosse. Heidnik ordonne à Josefina Rivera et à une autre femme de remplir la fosse d'eau et leur inflige un choc à partir de rallonges électriques attachées à leurs chaînes. Deborah Dudley est fatalement électrocutée et Heidnik enterre son cadavre dans un parc au New Jersey.

### Arrestation
Le 23 mars 1987, Heidnik et Rivera enlèvent Agnes Adams. Le lendemain, Rivera convainc Heidnik de la laisser voir sa famille. Il la conduit dans une station service et attend après elle. Elle rentre dans la station et appelle le 911 (police). La police surgit sans plus tarder à la station service et arrête Heidnik. Son supposé meilleur ami, Cyril ("Tony") Brown, est également arrêté. Durant la plainte, Heidnik clame que cette femme était déjà présente au moment où il avait emménagé.

## Exécution
Heidnik est exécuté par injection létale le 6 juillet 1999, à SCI Rockview. En date de 2009, il est le dernier prisonnier à avoir été exécuté dans l'État de Pennsylvanie. Son dernier repas consistait en 4 pointes de pizza et 2 tasses de café.

## Liste des victimes
- Alberta Davidson, séquestrée en 1978
- Josefina Rivera, 25 ans, enlevée le 26 novembre 1986
- Sandra Lindsay, 24 ans, enlevée le 3 décembre 1986, assassinée en février 1987
- Lisa Thomas, 19 ans, enlevée le 23 décembre 1986
- Deborah Dudley, 23 ans, enlevée le 2 janvier 1987, assassinée le 19 mars 1987
- Jacqueline Askins, 17 ans, enlevée le 18 janvier 1987
- Agnes Adams, 24 ans, enlevée le 23 mars 1987